# Kendengus javanus
Genre
Espèce
Synonymes
- Belonisculus javanus Roewer, 1927

Kendengus javanus, unique représentant du genre Kendengus, est une espèce d'opilions laniatores de la famille des Beloniscidae.

## Distribution
Cette espèce est endémique de Java en Indonésie. Elle se rencontre sur la caldeira de Kendeng.

## Description
La femelle syntype mesure 5 mm.

## Systématique et taxinomie
Cette espèce a été décrite sous le protonyme Belonisculus javanus par Roewer en 1927. Elle est placée dans le genre Kendengus par Roewer en 1949.

## Étymologie
Son nom d'espèce lui a été donné en référence au lieu de sa découverte, Java.

## Publication originale
- Roewer, 1927 : « Weitere Weberknechte I. 1. Ergänzung der: "Weberknechte der Erde", 1923. » Abhandlungen des Naturwissenschaftlichen Vereins zu Bremen, vol. 26, p. 261–402.
- Roewer, 1949 : « Über Phalangodiden I. (Subfam. Phalangodinae, Tricommatinae, Samoinae.) Weitere Weberknechte XIII. » Senckenbergiana, vol. 30, p. 11–61.